# Volley-ball féminin aux Jeux méditerranéens de 2013
Navigation
2009 2018
Les 17e Jeux méditerranéens se déroulent du 21 au 30 juin 2013 à Mersin (Turquie).

## Équipes présentes
- Croatie
- France
- Grèce
- Italie
- Slovénie
- Turquie

## Tour préliminaire

### Composition des groupes
| Poule A                                                    | Poule B                                                   |
| ---------------------------------------------------------- | --------------------------------------------------------- |
| Site : Mersin, Toroslar Sports Hall Grèce Slovénie Turquie | Site : Mersin, Servet Tazegül Arena Croatie France Italie |

### Poule A
| # | Équipe   | Pts | J | G | P | Sp | Sc | Ratio | Pp  | Pc  | Ratio |
| - | -------- | --- | - | - | - | -- | -- | ----- | --- | --- | ----- |
| 1 | Turquie  | 6   | 2 | 2 | 0 | 6  | 1  | 6     | 169 | 121 | 1.397 |
| 2 | Slovénie | 3   | 2 | 1 | 1 | 3  | 3  | 1     | 128 | 134 | 0.955 |
| 3 | Grèce    | 0   | 2 | 0 | 2 | 1  | 6  | 0.167 | 127 | 169 | 0.751 |

### Poule B
| # | Équipe  | Pts | J | G | P | Sp | Sc | Ratio | Pp  | Pc  | Ratio |
| - | ------- | --- | - | - | - | -- | -- | ----- | --- | --- | ----- |
| 1 | Italie  | 6   | 2 | 2 | 0 | 6  | 0  | MAX   | 155 | 108 | 1.435 |
| 2 | Croatie | 2   | 2 | 1 | 1 | 3  | 6  | 0.5   | 154 | 177 | 0.87  |
| 3 | France  | 1   | 2 | 0 | 2 | 2  | 6  | 0.333 | 155 | 179 | 0.866 |

## Phase finale

### Classements 1-4
|  | Demi-finales                            | Demi-finales                |                        |   | Finale                            | Finale                            |
|  | Demi-finales                            | Demi-finales                |                        |   | Finale                            | Finale                            |
|  |                                         |                             |                        |   |                                   |                                   |
|  | 28-06-13, 25-14 25-16 25-14             | 28-06-13, 25-14 25-16 25-14 |                        |   | 30-06-13, 25-23 22-25 23-25 21-25 | 30-06-13, 25-23 22-25 23-25 21-25 |
|  | 28-06-13, 25-14 25-16 25-14             | 28-06-13, 25-14 25-16 25-14 |                        |   | 30-06-13, 25-23 22-25 23-25 21-25 | 30-06-13, 25-23 22-25 23-25 21-25 |
|  | Turquie                                 | 3                           |                        |   | 30-06-13, 25-23 22-25 23-25 21-25 | 30-06-13, 25-23 22-25 23-25 21-25 |
|  | Turquie                                 | 3                           |                        |   | 30-06-13, 25-23 22-25 23-25 21-25 | 30-06-13, 25-23 22-25 23-25 21-25 |
|  | Croatie                                 | 0                           |                        |   | 30-06-13, 25-23 22-25 23-25 21-25 | 30-06-13, 25-23 22-25 23-25 21-25 |
|  | Croatie                                 | 0                           | Turquie                | 1 |                                   |                                   |
|  | 28-06-13, 14-25 17-25 13-25             |                             | Turquie                | 1 |                                   |                                   |
|  |                                         | Italie                      | 3                      |   |                                   |                                   |
|  | Slovénie                                | Italie                      | 3                      | 0 |                                   |                                   |
|  | Slovénie                                |                             |                        | 0 |                                   |                                   |
|  | Italie                                  | 3                           |                        |   |                                   |                                   |
|  | Italie                                  | 3                           | Match pour la 3e place |   |                                   |                                   |
|  |                                         |                             |                        |   |                                   |                                   |
|  | 30-06-13, 25-19 22-25 22-25 25-14 13-15 |                             |                        |   |                                   |                                   |
|  |                                         |                             |                        |   |                                   |                                   |
|  | Slovénie                                | 2                           |                        |   |                                   |                                   |
|  | Slovénie                                | 2                           |                        |   |                                   |                                   |
|  | Croatie                                 | 3                           |                        |   |                                   |                                   |
|  | Croatie                                 | 3                           |                        |   |                                   |                                   |

## Classement final
| Place              | Équipe   |
| ------------------ | -------- |
| Médaille d'or      | Italie   |
| Médaille d'argent  | Turquie  |
| Médaille de bronze | Croatie  |
| 4                  | Slovénie |
| 5                  | Grèce    |
| 6                  | France   |